# Giornata dei Giusti dell'umanità
La giornata dei Giusti dell'umanità è stata istituita il 7 dicembre 2017, con l'approvazione del Senato della proposta di legge - con Milena Santerini come prima firmataria - già approvata alla Camera il 26 luglio 2017.
Tale ricorrenza, da celebrarsi ogni 6 marzo, è così entrata nell'ordinamento italiano.
Il punto di partenza è stata l'istituzione, nel 2012, della Giornata europea dei Giusti da parte del Parlamento Europeo. La data del 6 marzo è stata scelta perché coincide con il giorno in cui è scomparso Moshe Bejski, l'uomo che ha animato il Giardino dei Giusti di Yad Vashem in Israele.
Entrambe le ricorrenze hanno preso avvio da un appello di Gariwo, la onlus nata nel 2001 e presieduta dallo scrittore Gabriele Nissim che si occupa di diffondere le storie e il messaggio di quanti si sono battuti in difesa dei diritti e della dignità umana durante tutti i crimini della Storia. 

## Storia
Il progetto di legge per una Giornata in memoria dei Giusti dell'umanità è stato depositato alla Camera dei deputati il 30 gennaio 2014 e calendarizzato presso la Prima Commissione Affari istituzionali della Camera stessa l'8 settembre 2016.
La Camera dei deputati l'ha approvato il 26 luglio 2017, mentre il Senato ha dato la sua approvazione il 7 dicembre 2017, rendendo così la Giornata una solennità civile.

## La legge
Di seguito il testo della legge, così come approvata da entrambe le Camere e pubblicato in Gazzetta Ufficiale:
Art. 1.
1. La Repubblica, in conformità alla dichiarazione scritta n. 3/2012 sul sostegno all’istituzione di una Giornata europea in memoria dei Giusti, approvata dal Parlamento europeo il 10 maggio 2012, riconosce il 6 marzo come «Giornata dei Giusti dell’umanità», dedicata a mantenere viva e rinnovare la memoria di quanti, in ogni tempo e in ogni luogo, hanno fatto del bene salvando vite umane, si sono battuti in favore dei diritti umani durante i genocidi e hanno difeso la dignità della persona rifiutando di piegarsi ai totalitarismi e alle discriminazioni tra esseri umani.
2. La Giornata dei Giusti dell’umanità, di cui al comma 1, è considerata solennità civile ai sensi dell’articolo 3 della legge 27 maggio 1949, n. 260. Essa non determina riduzioni dell’orario di lavoro negli uffici pubblici né, qualora cada in giorno feriale, costituisce giorno di vacanza o comporta riduzione di orario per le scuole di ogni ordine e grado, ai sensi degli articoli 2 e 3 della legge 5 marzo 1977, n. 54.
3. In occasione della Giornata dei Giusti dell’umanità, gli istituti scolastici di ogni ordine e grado possono organizzare, nell’ambito del normale orario scolastico, iniziative mirate a far conoscere ai giovani le storie di vita dei Giusti, a renderli consapevoli di come ogni persona debba ritenersi chiamata in causa, in ogni tempo e in ogni luogo, contro l’ingiustizia, a favore della dignità e dei diritti umani, in difesa del valore della verità. Il Ministro dell’istruzione, dell’università e della ricerca, con proprio decreto, da emanare entro tre mesi dalla data di entrata in vigore della presente legge, stabilisce le modalità di attuazione della presente legge.
4. In occasione della Giornata dei Giusti dell’umanità, nell’ambito delle proprie disponibilità di bilancio, le amministrazioni e gli enti pubblici possono promuovere iniziative pubbliche presso i Giardini dei Giusti, ove già esistenti, ovvero la loro creazione, nonché in luoghi di richiamo simbolico per la comunità per il loro carattere storico, architettonico, ambientale o paesaggistico, aperti al pubblico utilizzo. Tali spazi possono essere individuati anche in parchi e giardini già esistenti e in alberi già piantumati, attraverso l’intitolazione ufficiale e la dedica pubblica. Le amministrazioni e gli enti di cui al primo periodo promuovono inoltre convegni, incontri e dibattiti, favoriscono e patrocinano la realizzazione di studi sul tema.
5. Dall’attuazione della presente legge non devono derivare nuovi o maggiori oneri a carico della finanza pubblica.

## I Giusti
Il concetto di Giusto nasce dalla definizione di Yad Vashem di Giusto fra le Nazioni, ossia “un non ebreo che, senza ottenerne un vantaggio proprio, ha rischiato la vita per salvare quella di un ebreo, anche solo uno, dall’orrore dell’Olocausto”; tale concetto è poi stato esteso fino a comprendere tutti gli uomini e le donne che, nei momenti più tragici del passato e del presente, hanno operato per difendere la vita e la dignità umana.
Giusti non sono le vittime o i perseguitati, bensì coloro che agiscono per salvarli. Il luogo per eccellenza per ricordare le azioni di queste figure esemplari è il Giardino dei Giusti, uno spazio in cui vengono dedicati alberi o posati cippi in loro memoria.